# Kanigowo (gromada)
Kanigowo – dawna gromada, czyli najmniejsza jednostka podziału terytorialnego Polskiej Rzeczypospolitej Ludowej w latach 1954–1972.
Gromady, z gromadzkimi radami narodowymi (GRN) jako organami władzy najniższego stopnia na wsi, funkcjonowały od reformy reorganizującej administrację wiejską przeprowadzonej jesienią 1954 do momentu ich zniesienia z dniem 1 stycznia 1973, tym samym wypierając organizację gminną w latach 1954–1972.
Gromadę Kanigowo z siedzibą GRN w Kanigowie utworzono – jako jedną z 8759 gromad na obszarze Polski – w powiecie nidzickim w woj. olsztyńskim na mocy uchwały nr 19 WRN w Olsztynie z dnia 4 października 1954. W skład jednostki weszły obszary dotychczasowych gromad Gniadki, Kamionka, Kanigowo, Siemiątki, Szymany, Ważyny, Zabłocie Kanigowskie i Zagrzewo ze zniesionej gminy Szkudaj w tymże powiecie. Dla gromady ustalono 12 członków gromadzkiej rady narodowej.
Gromadę zniesiono 31 grudnia 1961, a jej obszar włączono do gromad Nidzica (wsie Kanigowo i Siemiątki oraz PGR Zagrzewo) i Powierz (wsie Kamionka, Ważyny, Szymany, Pawliki, Zabłocie i Gniadki) w tymże powiecie.